# سفوماتو

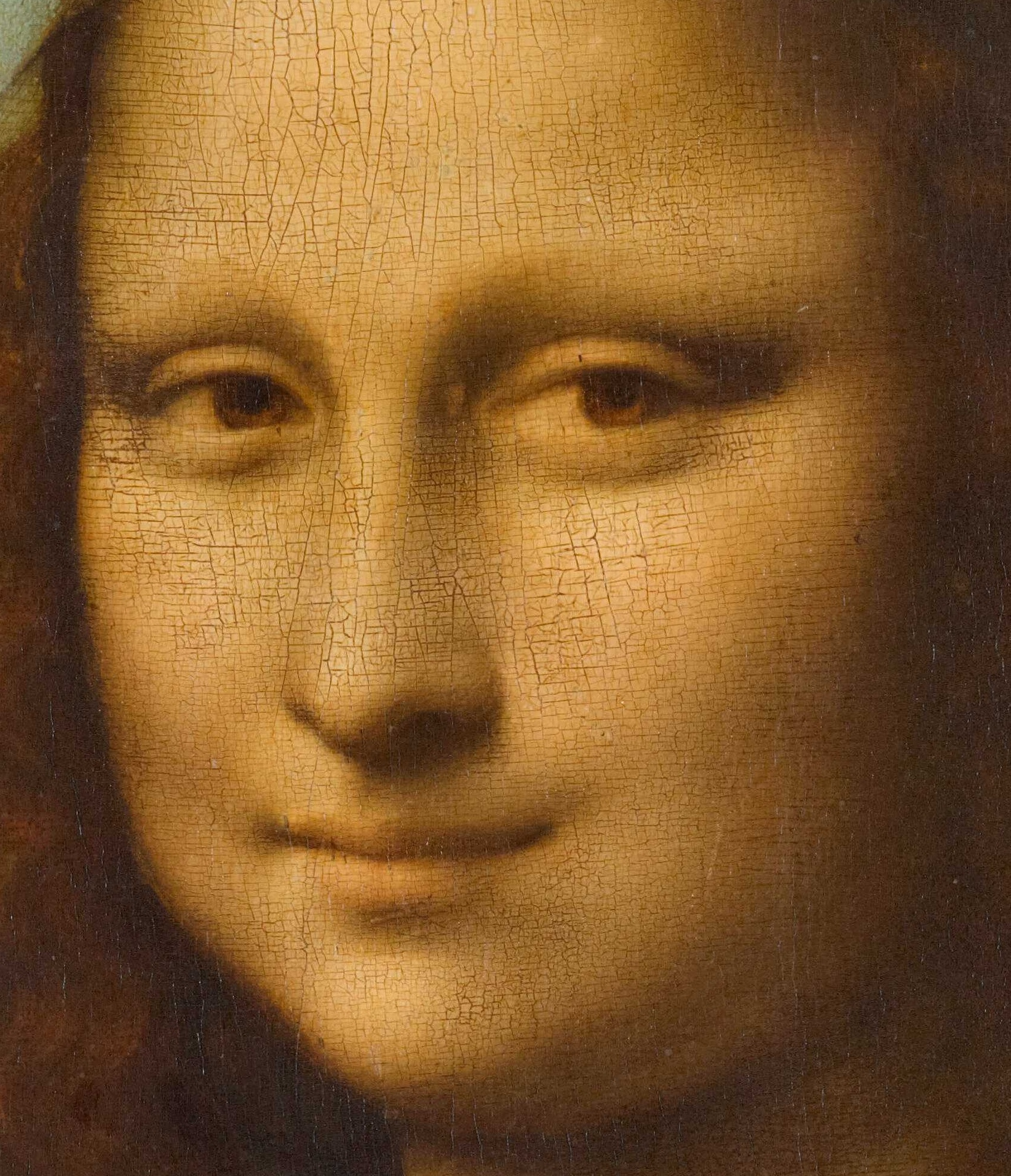
تفاصيل الوجه في لوحة الموناليزا و يظهر استعمال السفوماتو، وخاصة في الظلال حول العين.

مزج الألون أو اسفوماتو (بالإيطالية: Sfumato)‏ تقنية رسم فني في تمازج الألوان. وتعني وصف الشخصية أو رسمها ببراعة وذلك باستخدام تحولات الألوان بين منطقة وأخرى بحيث لا يشعر بتغيير اللون، مشكلا بذلك بعدا شفافا أو تأثيرا مبهرا.
فلقد ارتبطت هذه التقنية بالرسام ليوناردو دا فينشي، في أشهر الأمثلة على ذلك لوحة موناليزا. إذ تجلت هذه التقنية بوضوح في ثوب السيدة وابتسامتها.